# Trávník (Cvikov)
Trávník (deutsch Glasert) ist ein Ortsteil von Cvikov (Zwickau in Böhmen) im Liberecký kraj, (Tschechische Republik). Das Dorf liegt im Lausitzer Gebirge und besteht aus 54 Häusern mit  21 ständigen Einwohnern.

## Lage
Trávník liegt an der Verbindungsstraße zwischen Cvikov und Mařenice (Gross Mergtal). 1 km nördlich liegt Naděje (Hoffnung). Hausberg ist der unmittelbar westlich gelegene Trávnický vrch (Glasertberg, 571 m).

## Geschichte

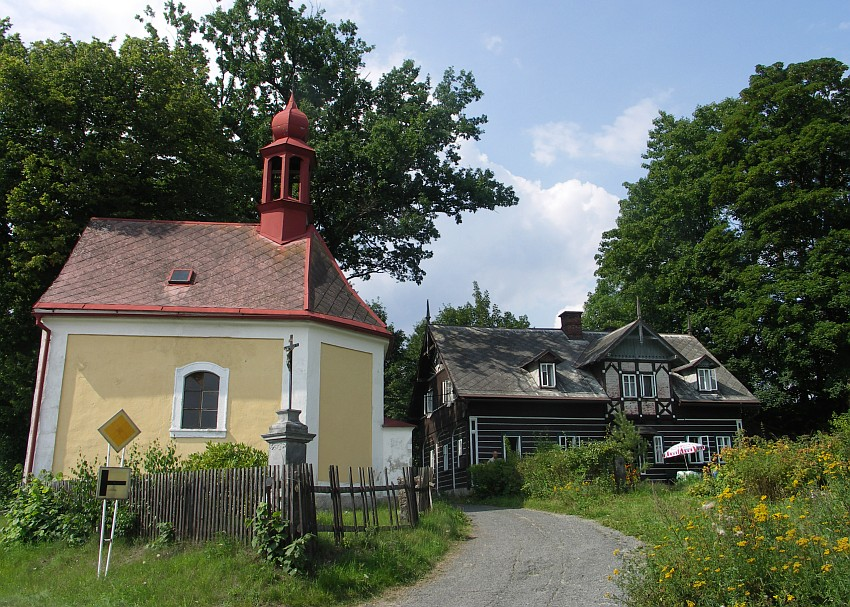
Kapelle und „Klaraheim“ in Trávník

Die erste schriftliche Erwähnung des Dorfes findet sich 1391. Es soll an Stelle einer noch älteren Glashütte entstanden sein, was den Namen erklärt. Ursprünglich war Glasert ein Weber- und Waldarbeiterdorf. Danach war es als Sommerfrische beliebt bei Erholungssuchenden. 1939 wurden im Ort noch 262 Einwohner gezählt. Nach der Vertreibung der überwiegend deutschen Bewohner blieb die Einwohnerzahl gering. 1991 hatte der Ort 19 Einwohner. Im Jahre 2001 bestand das Dorf aus 40 Wohnhäusern, in denen 21 Menschen lebten. Heute finden sich hier Pensionen und ein Gasthaus.

## Sehenswürdigkeiten

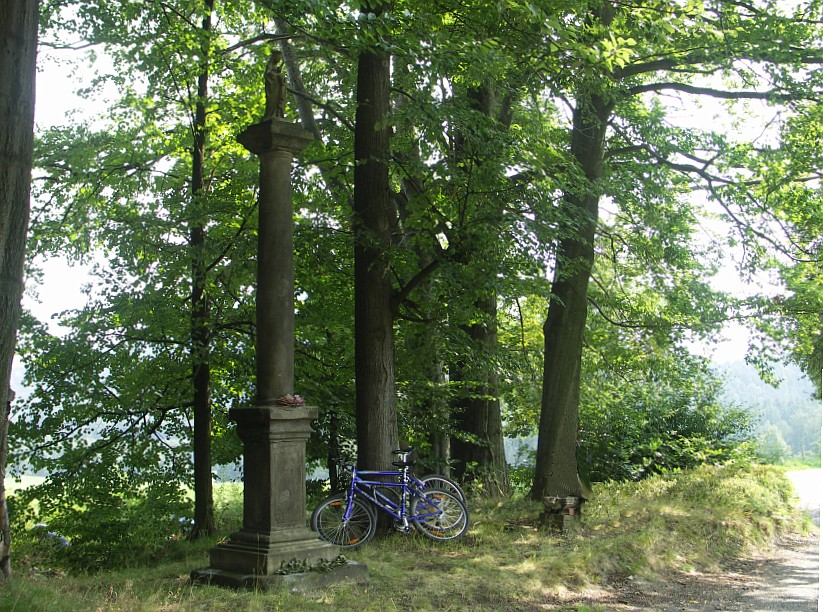
Mariensäule am Ortseingang

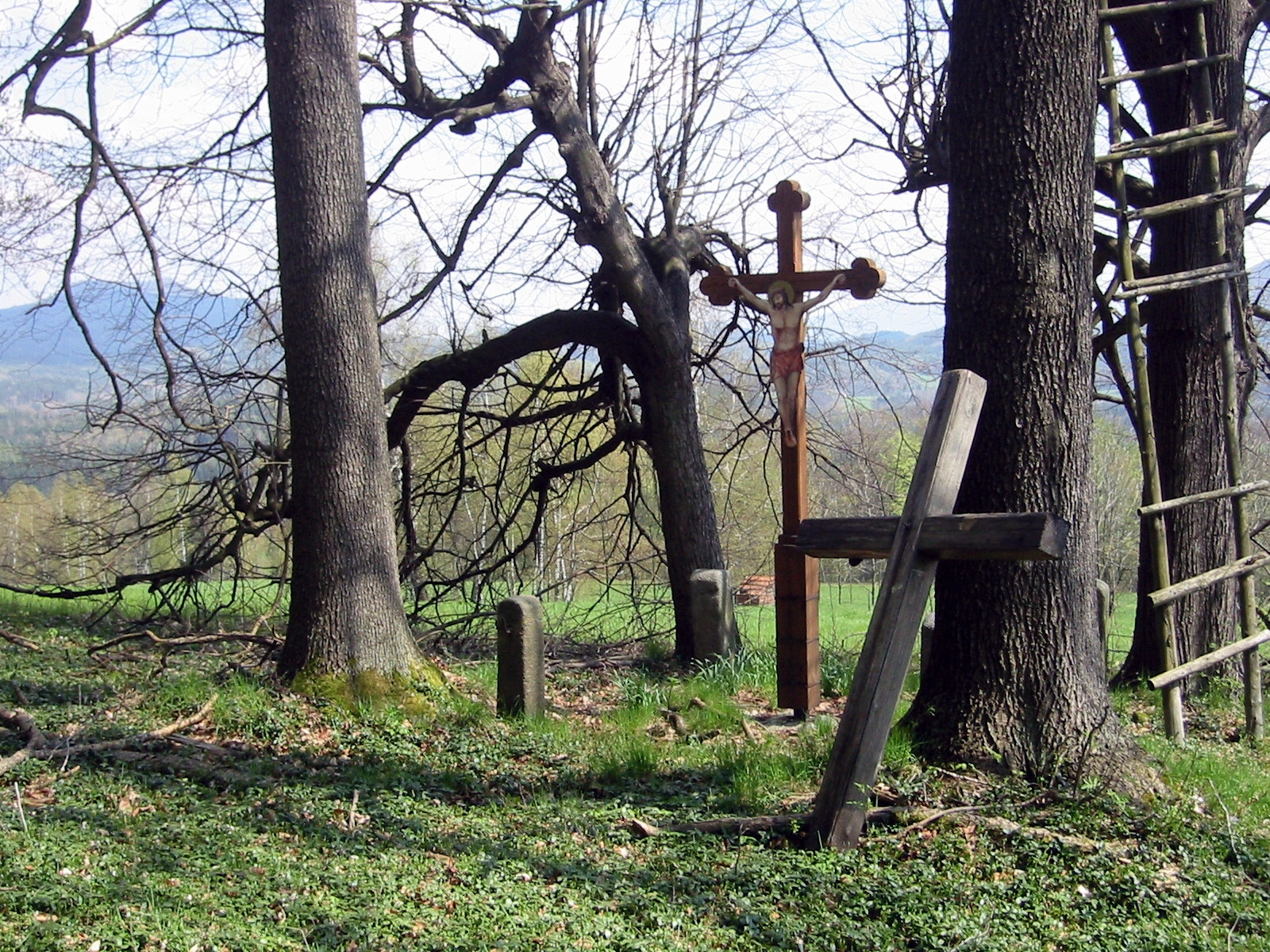
Kreuzstation am Trávnický vrch (Glasertberg)

- spätbarocke Kapelle aus dem Jahre 1802
- Steinsäule der Jungfrau Maria von Josef Knobloch aus dem Jahre 1761
- Křížová věž (Rabenstein), ein mit einem eisernen Kreuz bestandener Felsen in Richtung Naděje
- Burgruine Milštejn (Mühlstein)
- Kalvarienberg (Křížový vrch) in Richtung Cvikov